# Armia Południowa (Rosja)
Armia Południowa (ros. Южная Армия, Jużnaja Armija) – związek operacyjny białych podczas wojny domowej w Rosji.
Formowanie Armii Południowej rozpoczęło się w lipcu 1918 r. w Kijowie z inicjatywy niemieckich władz okupacyjnych Ukrainy. Tworzyła się ona na bazie monarchistycznej organizacji "Наша Родина", stąd jej charakter też był zdecydowanie monarchistyczny. Pomysł sformowania Armii Południowej aktywnie wspierał też proniemiecki hetman Pawło Skoropadski, kierując w jej szeregi kadry ukraińskiej 4, 19 i 20 Dywizji Piechoty. W Kijowie powstało biuro werbunkowe (sztab) kierowane przez płk. Czesnakowa i płk. Wiliamowskiego. Na czele armii stanął gubernator woroneski gen. W. W. Siemionow, pełniący jednocześnie funkcję dowódcy 1 Dywizji Piechoty. Szefem sztabu armii został gen. mjr Konstantin K. Szildbach-Litowcew. 
W ciągu 3 miesięcy otwarto 25 biur werbunkowych na obszarze całej Ukrainy. W sierpniu w miejscowości Millerowo rozpoczęto formować sztab armii i 2 Dywizję Piechoty pod dowództwem gen. lejt. Herberta G. Dżonsona. Pod koniec sierpnia został utworzony szwadron 1 pułku konnego płk. Jakobsona we wsi Czetrkowo i batalion piechoty w Boguczarze. W zupełnym zaczątku były próby sformowania Korpusu Woroneskiego i Korpusu Saratowskiego. Formowanie Armii Południowej zakończyło się ostatecznie porażką, gdyż jej liczebność doszła jedynie do ok. 9 tys. ludzi (w tym część niezdolnych do walki), zgrupowanych w rejonie Czertkowo-Kantemirowka. Ochotnicy woleli wstępować do Armii Ochotniczej, niż otwarcie proniemieckiej Armii Południowej. 
W rezultacie Niemcy wycofali dla niej swoje wsparcie. W takiej sytuacji utworzone oddziały Armii Południowej w październiku 1918 r. przejął ataman Wojska Dońskiego gen. Piotr N. Krasnow, tworząc z nich Korpus Woroneski Armii Dońskiej. Na przełomie października i listopada jego dowódcą został gen. lejt. Nikołaj I. Iwanow. Generał P. N. Krasnow zamierzał uczynić z niej sprzymierzoną z Armią Dońską rosyjską formację zbrojną przeciwstawną wobec Armii Ochotniczej. Dowództwo Armii Południowej otrzymało prawo stacjonowania, działania i administrowania na zajętych przez Kozaków dońskich obszarach Rosji. 7 listopada 1 Dywizja Piechoty gen. W. W. Siemionowa trafiła na front w rejonie Woroneża, ponosząc bardzo duże straty pod stanicą Wieszenskaja. Zimą 1918/1919 r. korpus został rozformowany.